# Gaolao
La gaolao est une race bovine indienne.

## Origine
C'est une race indienne élevée dans l'état du Madhya Pradesh. Une légende dit que les Marathes auraient développée une race rapide pour accompagner les armées. C'est une population locale assez homogène qui ne dispose pas de livre généalogique.

## Morphologie
Cette race porte une robe blanche (le taureau est grisé surtout au garrot) et porte des cornes courtes. Elle est moyenne avec 125 cm pour les vaches et 140 cm pour les taureaux) et légère avec une masse moyenne de 320 à 400 kg. L'aspect est longiligne avec de longues pattes musclées et fines.

## Aptitudes
C'est une bonne race de travail, mais la vache est piètre laitière, son lait étant juste suffisant au veau : elle produit environ 600 kg de lait sur une durée de lactation de 180 jours.

## Sources
1. 1 2 3  « gaolao », Site « dad.fao.org » de la FAO (consulté le 18 novembre 2014)
2. 1 2 3  « gaolao », Site « ansi.okstate.edu » de l'université d'Oklahoma (consulté le 7 décembre 2014)